# Sébastian Jacot
Sébastian Jacot (Ginebra, Suïssa, 12 d'agost, 1987), és un flautista clàssic suís. És un dels flautistes principals de l'Orquestra Filharmònica de Berlín.
Jacot va començar a tocar la flauta als 8 anys. Va estudiar amb Isabelle Giraud i Jacques Zoon, graduant-se al Conservatori de Música de Ginebra el 2010.
Als 18 anys, Jacot va ser nomenat assistent de flauta principal de l'Hong Kong Philharmonic Orchestra sota Edo de Waart. Va ocupar aquest càrrec durant dos anys, posteriorment va tocar amb l'Orquestra de Mozart amb Claudio Abbado, l'Orquestra de cambra Mahler, l'Orquestra de cambra de Munic i la Saito Kinen Orquestra. Va ser membre del jurat de l'edició 2021 Concurs Internacional de Música de Cluj. El maig de 2022, Jacot va guanyar el càrrec de flauta principal amb l'Orquestra Filharmònica de Berlín, en substitució de Mathieu Dufour. Jacot era membre anteriorment amb la Leipzig Gewandhaus Orchestra.
Jacot va guanyar el primer premi al Concurs Internacional de Flauta de Kobe 2013, el premi al primer lloc i "Millor Interpretació d'una Creació Contemporània" al Concurs Internacional de Flauta Carl Nielsen de 2014, i el primer premi al Concurs Internacional de Música AR] 2015. Jacot interpreta un dels tres Haynes de fusta de cocus fets el 1999, un Parmenon daurat fet a mida de 14k i un Miyasawa de plata.